# Eydie Gormé

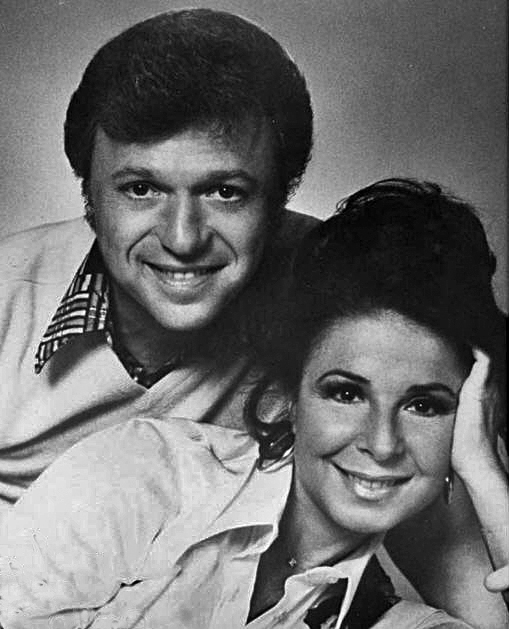
Steve Lawrence en Eydie Gormé

Eydie Gormé, geboren als Edith Garmezano (New York, 16 augustus 1928 – Las Vegas, 10 augustus 2013), was een Amerikaans zangeres. Ze had in 1963 haar bekendste hit "Blame It on the Bossa Nova", geschreven door Barry Mann en Cynthia Weil.
Vanaf 1951 was Gormé actief in bigbands en verscheen in nachtclubs en tv-programma's. Ze trouwde in 1957 in Las Vegas met zanger Steve Lawrence, met wie ze ook optrad. Het duo maakte furore met optredens in The Carol Burnett Show. In 1967 won zij een Grammy Award voor het liedje "If He Walked into My Life".
In de Verenigde Staten zijn meer dan veertig elpees van haar uitgekomen. In 2009 ging ze met pensioen.
Gormé overleed op 84-jarige leeftijd in het Sunrise Hospital & Medical Center in Las Vegas. Ze ligt begraven aan de Hillside Memorial Park in Culver City.